# 2826 Ahti
2826 Ahti (1939 UJ) là một tiểu hành tinh nằm ở rìa ngoài của vành đai chính được phát hiện ngày 18 tháng 10 năm 1939 bởi Yrjö Väisälä ở Turku.